# Strigops
Strigops is een geslacht uit de familie Strigopidae. Het bestaat uit één soort.

## Soorten
- Strigops habroptilus – Kakapo